# التعليم: في الماضي والحاضر والمستقبل (لوحة)
التعليم: في الماضي والحاضر والمستقبل لوحة جدارية من 86 متر مربع، رسمها الفنان التشيلي ماركو إيرناندث عام 2009. ويدور موضوعها حول تطور التعليم في تشيلي على مدى السنوات. وتقع هذه اللوحة في مدخل مجلس الأمانة العامة الوزاري للتعليم في منطقة بيوبيو في مدينة كونثبثيون في تشيلي. وتنقسم اللوحة إلى قسمين:

الأول :- خارج المبنى، وقد صُمِمَ باستخدام تقنية الفسيفساء.

الثـاني:- داخل المبنى، وقد صُمِمَ من خلال استخدام الإكريليك.